# 류보청

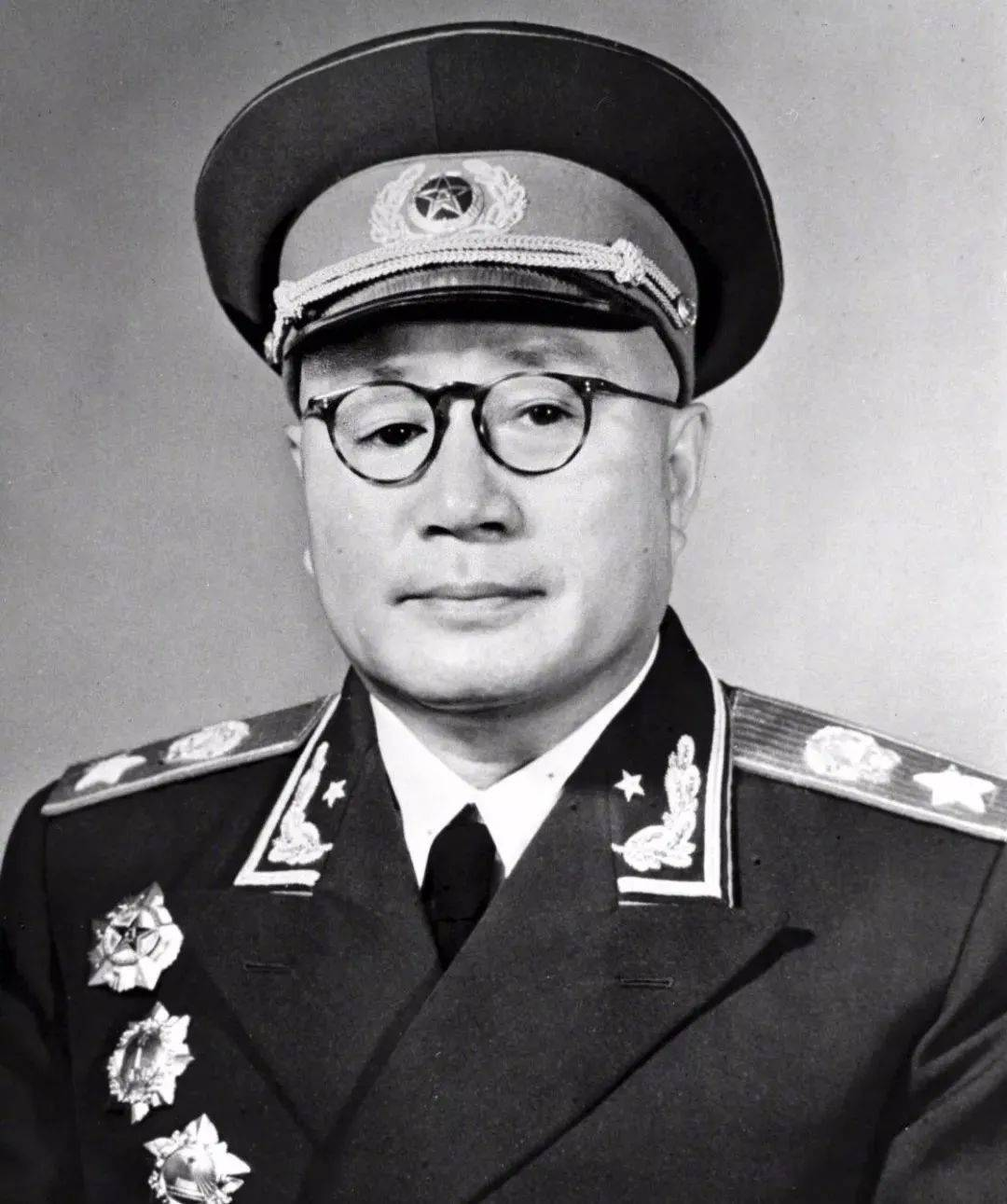
류보청

류보청(간체: 刘伯承; 번체: 劉伯承; 병음: Liú Bóchéng, 유백승; 1892년 12월 4일- 1986년 10월 7일)은 중화인민공화국의 군인, 정치가이다. "군신"이라는 별명을 들을 정도로 특출한 지도자였다.
쓰촨성 충칭의 빈농집안에서 태어나, 쑨원의 영향을 받아 1911년에는 동자군(보이스카우트)에 가입하였고, 다음해에는 충칭군사학교에 입학하였다. 1913년 위안스카이의 제정선포에 반대하는 혁명군에 가담하였다. 1914년 중국국민당에 가입했다. 이후 국민혁명군에서 두각을 나타내어 연대장까지 승진하였다. 1916년 전선에서 오른쪽 눈을 부상당해 애꾸눈이 되었다. 군벌과의 전쟁에서 수많은 승리를 거두었다.
1926년 중국공산당에 가입했고, 1927년 저우언라이, 주더등과 난창봉기에 가담했다. 1928년에는 당의 주선으로 소련에 유학하여 프룬제 군사 아카데미에서 고급군사학을 공부하였고 1930년에 졸업하였고, 홍군의 총참모장을 역임하였다. 1937년 8로군 제 129사단을 이끌고 하북지역의 해방구를 건립하여 일본군의 배후에서 게릴라전을 펼쳤다.